# Nancy Kienholz
 Nancy Kienholz, geboren als Nancy Reddin (* 9. Dezember 1943 in Los Angeles, Kalifornien, USA; † 7. August 2019 in Houston) war eine US-amerikanische Fotografin, Objektkünstlerin und Konzeptkünstlerin.  Sie lebte in Hope (Idaho), Houston (Texas) und Berlin.

## Leben und Werk
Nancy Reddin wurde als Tochter eines Polizisten und einer Immobilienmaklerin 1943 in Los Angeles geboren. Sie machte eine Ausbildung zur Fotografin. 1972 lernte sie Edward („Ed“) Kienholz kennen, den sie noch im gleichen Jahr heiratete. Von diesem Zeitpunkt an begannen die beiden als Künstlerpaar Edward & Nancy Kienholz ihre künstlerische Zusammenarbeit, wobei der Anteil von Nancy Kienholz an der gemeinsamen Arbeit zunächst nicht bekannt gemacht wurde. Erst 1981 veröffentlichte Edward Kienholz, dass die ihm zugeschriebenen Arbeiten schon seit 1972 Gemeinschaftswerke waren. Ed & Nancy Kienholz gelten als zwei der führenden neodadaistischen Künstler, die den Schritt vom dadaistischen Environment zur Objektmontage vollzogen hatten. Ab dem Jahr 1973 lebte und arbeitete Nancy Kienholz abwechselnd in Deutschland (in Köln und Berlin) und in Hope.
Im Jahr 1972 war sie zusammen mit Edward Kienholz mit der Anti-Rassismus-Installation Five Car Stud Teilnehmerin der Documenta 5 in Kassel in der Abteilung Individuelle Mythologien. In Berlin untersuchten die beiden Künstler in den Jahren 1975 und 1976 unter Einbezug von gebrauchten Dingen und Objekten ortsbezogene Geschichte, zum Beispiel bei Still Live und Volksempfänger Series. In den Jahren von 1975 bis 1983 thematisierten sie mit den Serien The Kienholz Women und The Kienholz Men geschlechtsspezifische Diskriminierung. Sie beschäftigten sich 1981 mit an Gegenständen festgemachten Erinnerungen in: Portrait of a Mother with Past Affixed Also. Sie thematisierten 1986 und 1987 gesellschaftliche Ungerechtigkeit und Tabus in The Caddy Court. In den Jahren 1987 bis 1989 beschäftigten sie Kriegsthemen mit The Big Double Cross. Auch nichtöffentliche Gewalt und Missbrauch wie in Jody, Jody, Jody aus den Jahren 1993 bis 1994 waren wichtige Themen ihrer künstlerischen Arbeit.
Nancy Kienholz arbeitete mit ihrem Ehemann bis zu dessen Tod im Jahr 1994 zusammen und inszenierte noch seine Beerdigungszeremonie als künstlerischen Akt.